# 박한빈
박한빈(1997년 9월 21일 ~ )는 대한민국의 축구 선수이며, 포지션은 수비형 미드필더이다. 현재 경남 FC에서 활약하고 있다

## 선수 경력
박한빈은 신갈고등학교를 졸업하였다.
박한빈은 대학에 진학하지 않고, 바로 프로에 뛰어들었다. 2016 시즌을 앞두고 대구 FC에 입단하였다. 5월 JS컵에 대한민국 U-20 대표팀에 발탁되어 출전한 박한빈은 대회 MVP를 수상하였다.
2020년 2월, 체코의 FC 슬로반 리베레츠 B로 임대이적했다.
2022시즌을 앞두고 광주 FC로 이적했다.

## 논란
2021년 10월 31일, 경기에서 0-5로 대패한 후 11월 1일 새벽에 대구 동성로에서 황순민, 황순민, 김동진 등과 함께 만취 상태로 마스크를 착용하지 않은 채 큰소리를 지르고 지나가는 여성을 헌팅하는 등 방역 수칙을 지키지 않은 채로 할로윈 데이를 즐겨 물의를 일으켰다. 대구 FC는 징계위원회를 열어 잔여 경기 출장 정지와 벌금 처분을 내렸다. 
그 후, 2021년 12월 1일에 프로축구연맹으로부터 경고의 징계를 받았다.

## 수상

### 팀

#### 대구 FC
- FA컵 우승: 2018

#### 광주 FC
- K리그2 우승: 2022

### 개인
- JS컵 MVP : 2016
- K리그2 베스트 11: 2022